# Saint Seiya Hit Kyokushuu I
Saint Seiya Hit Kyokushuu I, também conhecido como Saint Seiya Hit Song Collection I, ou simplesmente Saint Seiya, é um álbum de Os Cavaleiros do Zodíaco que contém todas as músicas cantadas lançadas para o anime até o fim da Saga do Santuário. Foi lançado em 21 de dezembro de 1986 pela Nippon Columbia e possui dez faixas interpretadas pela banda MAKE-UP. Houve um relançamento em março de 1997.

## Produção
A banda MAKE-UP recebeu o convite para fazer a abertura e o encerramento de Cavaleiros do Zodíaco quando já tinham decidido encerrar suas atividades, mas resolveram encarar este último trabalho. O vocalista, Nobuo Yamada, revelou que as letras (de Machiko Ryu) já estavam prontas e eles tiveram que fazer a melodia em cima disso, mas junto com o guitarrista Hiroaki Matsuzawa e o tecladista Yohgo Kohno, deram conta do recado. As músicas fizeram muito sucesso e a banda acabou por gravar mais canções para o anime, resultando neste álbum, que conta com a participação de Mitsuko Horie em três faixas, onde faz os vocais.
Uma banda de rock gravar músicas para animes não era algo comum na época, e com o sucesso da canção, uma nova era de anisons foi inaugurada. Yamada revelou que chegou a ter medo dos fãs da banda perderem o interesse por eles estarem fazendo esse tipo de música, um dos motivos que o levou a ficar sem graça de gravar o grito do nome do anime no começo da música.
A versão brasileira da abertura e do encerramento foi feita com a voz de Edu Falaschi. O cantor escreveu as letras em português de "Blue Forever" junto com Heber de Souza. Este último se juntou a Walter Tormin Neto e Marcelo Del Greco para fazer a letra em português de "Pegasus Fantasy". Em 2024, Falaschi regravou sua versão de "Pegasus Fantasy", chamando-a de sua versão definitiva.

## Trilha sonora
O impacto de "Pegasus Fantasy" foi tamanho que a melodia da canção foi incorporada em dezenas de composições para a trilha sonora do anime, feita por Seiji Yokoyama.
A canção "Can't Say Good-bye" toca no episódio 13, durante a luta entre Shiryu e o Dragão Negro; "Beautiful Child" toca no episódio 16; e "Final Soldier" toca no 20, ambas por Mitsuko Horie.

## Legado
"Pegasus Fantasy" e "Blue Forever" fizeram enorme sucesso. Yamada viajou o mundo cantando ambas (e outras deste álbum), com passagens por diversos países da América Latina e muitos shows no Brasil. A própria MAKE-UP relançou as canções com novos arranjos em três oportunidades, uma para o álbum Saint Seiya 1996 SONG COLLECTION, outra em um novo single lançado em 2009, feito especialmente para o evento Anime Japan Fes; e ainda mais uma em um EP lançado no mesmo ano chamado The Voice from Yesterday, onde ambas as músicas receberam 21st century ver. nos nomes.
Em 2009, Yamada lançou o projeto Dr. Metal Factory, que resultou em dois álbuns de covers de músicas pop japonesas (Cover Metal Then e Cover Metal Now). Aproveitou, então, para fazer um novo arranjo de "Pegasus Fantasy", com um pegada ainda mais heavy metal.
Em 2018, o próprio Nobuo Yamada participou do álbum Eien no SEED, de Yumi Matsuzawa, onde colaboraram numa versão de "Blue Forever".
Um mês antes da morte de Nobuo Yamada, sua então banda chamada Daida Laida lançou um EP chamado Justice in 2025. Nela, uma versão "Blue Forever" foi feita.
Além das diferentes versões feitas pelos criadores das músicas, inúmeros covers de ambas foram lançados por outros artistas.
Em 2012, uma nova versão da música de abertura foi lançada para ser a abertura do novo anime da franquia, Saint Seiya Omega, com o nome de "Pegasus Fantasy ver. Omega". Para tal, a banda MAKE-UP se reuniu e contou com a participação da cantora Shoko Nakagawa. O single alcançou a 29ª posição no ranking semanal da Oricon e a 24ª na Billboard Japan. No Brasil, esta versão é interpretada por Larissa Tassi e Rodrigo Rossi. Rossi também lançou sua própria versão da música em seu álbum ANNO: X.

## Faixas
| N.º            | Título                                                      | Letras          | Música                              | Arranjo        | Duração |  |
| 1.             | "Pegasus Fantasy"                                           | Machiko Ryu     | Hiroaki Matsuzaw • Nobuo Yamada     | MAKE-UP        | 3:42    |  |
| 2.             | "Sayonara no Kawari ni -Can't Say Good-bye-"                | M. Ryu          | Yasuyoshi Ikeda                     | MAKE-UP        | 4:37    |  |
| 3.             | "Kibou no Tsubasa -Friends in the Sky-" (com Mitsuko Horie) | Kazunori Sonobe | Yohgo Kohno                         | MAKE-UP        | 4:37    |  |
| 4.             | "Ai no Saint -Love Fighter-"                                | N. Yamada       | H. Matsuzawa                        | MAKE-UP        | 5:04    |  |
| 5.             | "Final Soldier" (com M. Horie)                              | M. Ryu          | Daito Fujita                        | D. Fujita      | 3:45    |  |
| 6.             | "Remember"                                                  | K. Sonobe       | N. Yamada                           | MAKE-UP        | 5:07    |  |
| 7.             | "Shouri no Pegasus -I Am Fight-"                            | K. Sonobe       | Y. Kohno                            | MAKE-UP        | 3:29    |  |
| 8.             | "Beautiful Child" (com M. Horie)                            | K. Sonobe       | D. Fujita                           | D. Fujita      | 5:09    |  |
| 9.             | "Kanashimi no Hero -Stardust Way-"                          | N. Yamada       | H. Matsuzawa                        | MAKE-UP        | 4:45    |  |
| 10.            | "Eien Blue -Blue Forever-"                                  | M. Ryu          | H. Matsuzawa • N. Yamada • Y. Kohno | MAKE-UP        | 4:06    |  |
| Duração total: | Duração total:                                              | Duração total:  | Duração total:                      | Duração total: | 44:21   |  |